# Yara (Cuba)
Yara é uma pequena cidade e município da província de Granma, em Cuba, localizada a meio caminho entre as cidades de Bayamo e Manzanillo, no Golfo de Guacanayabo. Yara significa "lugar" na língua taíno.

## História
O cacique taíno Hatuey foi queimado na fogueira em Yara, em 2 de fevereiro de 1512, depois de organizar uma guerra de guerrilha contra os espanhóis. Hatuey é conhecido como "O Primeiro Herói Nacional de Cuba". Esta ação deu origem a um dos mitos do prefeito cubano: "La Luz de Yara".
Em 10 de outubro de 1868, ocorreu o início da Guerra dos Dez Anos em Cuba, conhecida como El Grito de Yara (O Grito de Yara) e foi o início da Primeira Guerra de Independência de Cuba.
Yara foi estabelecida como município em 1912, quando Manzanillo foi dividida.

## Geografia
O município está dividido em quatorze bairros:
1. Yara,
2. Yara Arriba,
3. Veguitas,
4. Buey de Gallego,
5. Coco,
6. Caboa,
7. Cabagán,
8. Calambrosio,
9. Canabacoa,
10. Cayo Redondo,
11. José Martí,
12. Los Cayos,
13. Mateo Romás
14. Sofía.

## Demografia
Em 2022, o município de Yara tinha uma população de 53.818 habitantes. Com uma área total de 576km², tem uma densidade populacional de 93/km².

## Personalidades
- Bartolomé Masó (1830–1907), soldado e político
- Teté Puebla (nascida em 1940), soldado e política
- Harry Villegas (1940–2019), revolucionário cubano
- Huber Matos (1918–2014), líder militar revolucionário cubano, dissidente político contra o regime marxista de Castro, prisioneiro político, ativista e escritor